# 夸尼
夸尼（法語：Coigny，法語發音：[kwaɲi]）是法国芒什省的一个旧市镇，属于库唐斯区。2016年，夸尼与临近的3个市镇合并为新市镇蒙瑟内勒。

## 地理
夸尼（49°19'23"N, 1°23'2"W）面积4.5 平方千米，位于法国诺曼底大区芒什省，该省份为法国西北部沿海省份，西、北、东北三面环大西洋，东起顺时针与卡爾瓦多斯省、奧恩省、马耶讷省和伊勒-维莱讷省接壤。
与夸尼接壤的市镇（或旧市镇、城区）包括：克雷特维尔、乌特维尔、普雷托-圣苏珊、圣若尔、万德方丹、阿普维尔、博特。

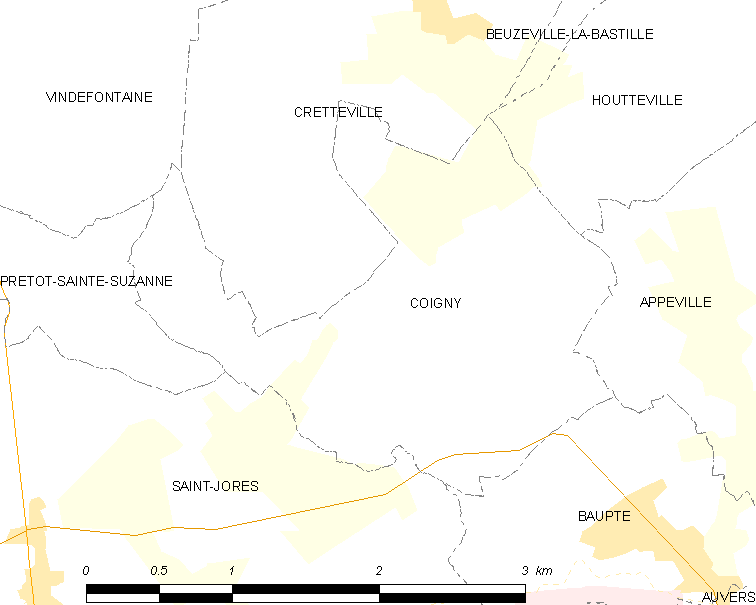
夸尼的OSM定位图

夸尼的时区为UTC+01:00、UTC+02:00（夏令时）。

## 行政
夸尼的邮政编码为50250，INSEE市镇编码为50136。

## 政治
夸尼所属的省级选区为克雷昂斯县。

## 人口

1962-2008年间夸尼人口变化图示

夸尼于2018年1月1日时的人口数量为166人。